# Страхиња Рашовић
Страхиња Рашовић (Београд, 9. март 1992) српски је ватерполиста.

## Биографија
Играо је раније за Црвену звезду, Нови Београд, Барселонету, итд. У лето 2023, прешао је у мађарски Вашаш.
Дебитовао је за репрезентацију Србије 27. марта 2013. у победи над Шпанијом у оквиру Светске лиге.
Освојио је на Олимпијским играма у Токију 2020. године златну медаљу са репрезентацијом Србије, која је у финалу победила Грчку са 13:10.
Био је најбољи стрелац ватерполо турнира на Светском првенству у Фукуоки 2023, на коме је Србија заузела четврто место. Постигао је 25 голова.
Освојио је још једну златну медаљу са репрезентацијом Србије на Олимпијским играма у Паризу 2024. године, у финалу Србија је победила Хрватску са 13:11.

## Клупски трофеји
- Првенство Србије 2012/13. и 2013/14. -  Шампион са Црвеном звездом, 2020/21.-  Шампион са Радничким
- Куп Србије 2012/13. и 2013/14. Победник са Црвеном звездом
- Евролига 2012/13. -  Шампион са Црвеном звездом
- Супер куп Европе 2013. - Шампион са Црвеном звездом
- Регионална лига 2020/21 - Шампион са Радничким